# 塔舒瓦尔
塔舒瓦尔（法語：Tachoires，法語發音：[taʃwaʁ]）是法国热尔省的一个市镇，属于米朗德区。

## 地理
塔舒瓦尔（43°28'19"N, 0°39'53"E）面积9.61 平方千米，位于法国奧克西塔尼大區热尔省，该省份为法国西南部内陆省份，北起顺时针与洛特-加龙省、塔恩-加龙省、上加龙省、上比利牛斯省、大西洋比利牛斯省和朗德省接壤。
与塔舒瓦尔接壤的市镇（或旧市镇、城区）包括：拉马盖尔、贝特卡沃-阿甘、蒙科尔内伊-格拉藏、蒙费朗-普拉韦斯、普伊卢布兰、塞桑、锡莫尔。

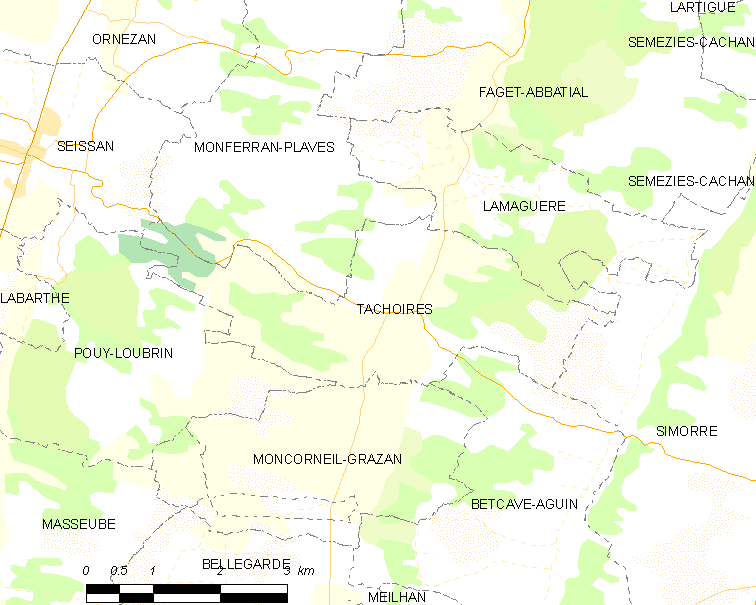
塔舒瓦尔的OSM定位图

塔舒瓦尔的时区为UTC+01:00、UTC+02:00（夏令时）。

## 行政
塔舒瓦尔的邮政编码为32260，INSEE市镇编码为32438。

## 政治
塔舒瓦尔所属的省级选区为阿斯塔拉克-日莫讷县。

## 人口

1962-2008年间塔舒瓦尔人口变化图示

塔舒瓦尔于2022年1月1日时的人口数量为112人。